# Institut d'études politiques de Fontainebleau
 (novembre 2024).
L'Institut d'études politiques de Fontainebleau, créé le 1er septembre 2022, est le 11e institut d'études politiques (IEP) de France. Il s'agit d'un institut interne de l’université Paris-Est-Créteil-Val-de-Marne (UPEC), qui accueille des étudiants de la licence au doctorat.
Comme tous les IEP, il a pour vocation la formation initiale et continue des cadres supérieurs généralistes des secteurs publics et privés, la préparation aux concours du service public et la formation des élus, mais son identité se déploie autour de formations initiales, scientifiques et professionnelles nouvelles dans les domaines des transformations socio-environnementales et sanitaires et des transformations de l’action publique à l’ère du numérique.
L’IEP de Fontainebleau est installé depuis janvier 2023 au sein d'un nouveau campus situé dans le centre-ville de Fontainebleau (Seine-et-Marne).

## Historique

### 2020: l'École internationale d'études politiques
L'École internationale d'études politiques est fondée à Créteil à la suite de la dissociation avec l'UFR d'Administration et d'échanges internationaux (AEI-IS). L'EEP ouvre ses portes aux étudiants en septembre 2020.

### 2022: création de l'IEP de Fontainebleau
Le 1er août 2022, la ministre de l'Enseignement supérieur et de la recherche officialise la création de l'Institut d'études politiques de Fontainebleau, qui succède à l'École internationale d'études politiques, le 1er septembre 2022 par arrêté ministériel,.
Le futur IEP n'est pas autorisé à s'appeler « Sciences Po Fontainebleau » par l'IEP de Paris qui détient les droits sur cette appellation. Ce refus s'explique à la fois parce que l'IEP n'a pas demandé officiellement l'exploitation du nom mais aussi par le sentiment des autres établissements que ce nouvel IEP s'apparente plus à une licence re-labellisée qu'à un véritable enseignement selon les méthodes « Sciences Po ». L'établissement concerné déclare toutefois qu'il s'agirait plus selon lui d'une vexation à la suite des partages des subventions imposés par l'arrivée de ce onzième IEP. Les dix autres IEP avaient fait part également de leurs inquiétudes concernant le lancement de ce nouvel IEP dans un courrier au Conseil national de l’enseignement supérieur et de la recherche (CNESER), pointant notamment la part importante de sciences exactes dans le cursus. Cette instance consultative avait alors émis un avis défavorable à la création de ce nouvel IEP, pointant également les financements dont serait privé le reste de la structure universitaire environnante.
En janvier 2023, l’IEP s’est installé au sein d’un nouveau campus rénové dans l'ancienne caserne d'infanterie Damesme,.

## Campus
Comme tous les IEP, il a pour vocation la formation initiale et continue des cadres supérieurs généralistes des secteurs publics et privés, la préparation aux concours du service public et la formation des élus, mais son identité se déploie autour de formations initiales, scientifiques et professionnelles nouvelles dans les domaines des transformations socio-environnementales et sanitaires et des transformations de l’action publique à l’ère du numérique.
Depuis 2023, l'IEP prend place dans l'ancienne caserne Damesme et occupe deux bâtiments totalisant plus de 2 000 m2. Construite entre 1842 et 1845, celle-ci possède une histoire riche et diversifiée. Avant la Seconde Guerre mondiale, elle était le quartier général du 3e bataillon du 46e régiment d'infanterie. De 1944 à 1946, elle a été transformée en une école de cadre, puis a rempli la fonction d'hôpital pour les prisonniers de guerre durant la période de la Seconde Guerre mondiale. Entre 1948 et 1967, elle a joué un rôle stratégique en tant que siège du détachement français du Commandement Centre Europe de l'OTAN. Enfin, de 1967 à 2010, elle a été le lieu d'accueil de l'école de la gendarmerie. Cette trajectoire chronologique témoigne de la polyvalence de la caserne, qui a occupé des fonctions cruciales dans divers contextes militaires et éducatifs tout au long de son existence.

## Formations

### Diplôme de l'IEP
L’IEP de Fontainebleau délivre un diplôme en 5 ans de grade master, qui a la particularité d’intégrer les sciences exactes et expérimentales au sein des études politiques. Il offre une formation en sciences sociales originale, enrichie de sciences exactes et expérimentales (mathématiques, informatique, enjeux climatiques, risques épidémiologiques), afin de mieux comprendre les questions de transitions environnementales,.
À l’instar de Sciences Po Paris, de l'IEP de Bordeaux et de celui de Grenoble, l'IEP de Fontainebleau a ses propres modalités d'admission.
Chaque année, ce sont 70 places qui sont ouvertes aux lycéens via la plateforme Parcoursup,. Le concours se déroule en deux phases, une analyse du dossier du candidat puis dans un second temps un entretien oral avec des membres de l'équipe enseignante. Le concours de l'IEP est gratuit, un cas unique en France[source secondaire souhaitée].
Pour intégrer le diplôme en 3e année, 20 places sont offertes chaque année,[source secondaire souhaitée].
La scolarité du diplôme de l'IEP est structurée autour de trois types d'enseignements complémentaires, visant à offrir une formation intégrée :
1. Les premiers enseignements sont spécifiquement axés sur les études politiques, abordant des domaines tels que le droit public, l'économie politique, l'histoire politique et sociale, ainsi que la science politique.
2. Les étudiants suivent également des cours en sciences exactes et expérimentales, portant sur les outils mathématiques et informatiques, l'approche systémique des enjeux climatiques et environnementaux, ainsi que les approches scientifiques des risques épidémiologiques.
3. En complément, des enseignements transversaux en histoire, sociologie, culture générale, politique, philosophie des sciences et langues étrangères viennent compléter le cursus.

Le premier cycle, étalé sur trois années, se clôture par un stage de trois mois. La deuxième année inclut un séjour à l'étranger dans l'une des universités partenaires de l'IEP ou dans une faculté de sciences. Les quatrième et cinquième année (équivalente à des années de master M1 et M2) sont consacrées à approfondir les connaissances et compétences en sciences exactes et expérimentales, avec une spécialisation dans les domaines de la santé, des sciences de l'environnement, de l'informatique et de la médiation scientifique[source secondaire souhaitée].

### Licences
L'IEP de Fontainebleau décerne deux diplômes nationaux de licence d'une durée de trois ans. À la différence du diplôme de l'IEP, ces licences n’intègre pas les sciences expérimentales au sein des études politiques.
Il propose notamment une licence de Science politique internationale, avec une orientation professionnalisante et deux options distinctes : la licence science politique « accès santé » et la licence science politique préparant au professorat des écoles en partenariat avec le lycée François-Ier de Fontainebleau.

### Masters
L’IEP délivre 4 diplômes nationaux de Master. Ils poursuivent un double objectif de professionnalisation et d’accès au doctorat.

### Diplômes d'université
L'IEP propose aussi deux diplômes d'université (DU)[source secondaire souhaitée] :
- DU Préparation aux concours : l’Institut d’études politiques de Fontainebleau, conformément à ses missions, prépare aux concours des fonctions publiques. Un DU est spécialement dédié à cette préparation pour les concours de catégories A ou A+ (cadres supérieurs ou dirigeants des fonctions publiques). Son calendrier s’adapte aux concours ouverts par l’État ou les collectivités territoriales l’année du DU. Elle est compatible avec le suivi des masters de l’IEP de Fontainebleau et avec l’appartenance aux classes Talents qui s’y trouvent rattachées.
- DU Animation et facilitation de dispositifs participatifs et délibératifs : ce DU forme à l’animation, la facilitation et la restitution de discussions et délibérations au sein d’un ensemble de dispositifs participatifs ordinaires et plus complexes tels que les conventions citoyennes, les consultations, les conférences, les tables rondes, les débats mouvants, les fresques (du climat, du numérique, de la biodiversité, de l’eau, etc.) ou encore à la participation citoyenne en ligne.

## Internationalisation
Les formations de l'IEP de Fontainebleau sont marquées par une forte internationalisation. L'IEP possède une quarantaine de partenariats avec des universités européennes, latino-américaines et asiatiques pour favoriser la mobilité des étudiants du diplôme et des étudiants de licence et de master. L'IEP a aussi signé des conventions de double-diplôme à l'international.

### Double-diplômes internationaux de Licence
La licence de science politique à l'international propose à ses meilleurs étudiants de suivre un parcours de double diplôme avec l'université Tor Vergata de Rome ou la Leuphana Universität à Lüneburg avec une mobilité d'1 an en deuxième année dans ces deux universités. Ce parcours permet d'obtenir la licence de l'UPEC et la licence de science politique de l'université partenaire[source secondaire souhaitée].

### Double diplômes internationaux de Master
L'IEP a signé 4 partenariats de double master à l'international pour ses étudiants suivant un des master de l'IEP : 
- Maitrise étude des conflits : première année de master au sein de l’Université Saint-Paul d’Ottawa (Canada)
- Global Politics and EuroMediterranean Relations : un semestre entièrement en anglais au sein de la faculté d'Études européennes de l'Université de Catane (Italie)
- Enjeux contemporains de la gouvernance globale : un semestre au sein de l'École des Sciences politiques et sociales de l'Université catholique de Louvain (Belgique).
- Relations internationales et Études Européennes : un semestre au sein de la Faculté d'Études européennes de l'Université Babeș-Bolyai (Roumanie)[16]

## Démocratisation
L'IEP de Fontainebleau organise chaque année une Convention citoyenne étudiante sur le modèle de la Convention citoyenne pour le climat.